# Saint-Palais (Cher)
 Saint-Palais  es una población y comuna francesa, situada en la región de  Centro, departamento de Cher, en el distrito de Bourges y cantón de Saint-Martin-d'Auxigny.

## Demografía
| 561 | 536 | 486 | 587 | 602 | 609 |
| Para los censos de 1962 a 1999 la población legal corresponde a la población sin duplicidades (Fuente: INSEE [Consultar]) |     |     |     |     |     |